# Mannee
Mannee is een wijk in ontwikkeling van Goes, aan de noordoostkant van Goes, oostelijk van de wijk Noordhoek en zuidelijk van de wijk Goese Meer. In de wijk staan 373 woningen gepland. Er zal ook een basisschool worden gevestigd. De wijk moet een mengsel worden van vrijstaande welstandvrije woningen, aaneengesloten projectbouw-woningen en sociale woningen. Aan de noordkant van de wijk zullen woningen aan het water worden gebouwd. De begin van de bouw is voorzien voor eind 2007, de ontwikkeling zou enkele jaren duren. Aanvankelijk dacht men tot 2010. 
Er is echter de nodige vertraging geweest, onder andere door problemen met de route voor bouwverkeer. Bij de aanleg van de verbindingsweg die moet zorgen voor route zijn resten gevonden van het verdwenen gehucht 's-Heer Elsdorp. Door deze vertraging is de bouw van de woningen in 2008 gestart, één jaar later dan gepland. Door de crisis op onder andere de huizenmarkt en concurrentie van veel andere bouwprojecten in de gemeente Goes, is het ook niet meer duidelijk op welke termijn het project Mannee kan worden afgerond. Verder heeft de woningbouwvereniging RWS in Goes aangegeven af te zien van de bouw van de sociale woningen in Mannee.